# Ausônio
Décimo Magno Ausônio (português brasileiro) ou Décimo Magno Ausónio (português europeu) (em latim: Decimus Magnus Ausonius; c. 310 — ca. 395), conhecido simplesmente como Ausônio ou Ausónio foi um poeta e político romano. Foi convocado pelo imperador romano Valentiniano I  para ser o tutor de seu filho e herdeiro aparente, Graciano. Quando o imperador levou o filho consigo em suas campanhas germânicas de 368-369, Ausônio acompanhou os dois. Como reconhecimento por seus serviços, Valentiniano concedeu a Ausônio o cargo de questor. Graciano gostava muito de Ausônio e o respeitava; quando ele se tornou imperador, em 375, passou a conceder a Ausônio e sua família as mais altas dignidades civis. No mesmo ano, ele foi feito prefeito pretoriano da Gália e realizou uma campanha contra os alamanos, tomando para sua uma escrava chamada Bíssula (a quem ele dedicou um poema). O pai de Ausônio, mesmo tendo quase noventa anos de idade, foi feito prefeito pretoriano da Ilíria. Em 376, o filho de Ausônio, Hespério, foi nomeado procônsul da África e, três anos depois, o próprio Ausônio recebeu o título de cônsul, a mais alta honraria romana.[carece de fontes?]